# Myoxomorpha
Myoxomorpha is een kevergeslacht uit de familie van de boktorren (Cerambycidae). De wetenschappelijke naam van het geslacht werd voor het eerst geldig gepubliceerd in 1855 door White.

## Soorten
Myoxomorpha omvat de volgende soorten:
- Myoxomorpha alvarengorum Monné & Magno, 1990
- Myoxomorpha funesta (Erichson, 1848)
- Myoxomorpha seabrai Marinoni & Dalossi, 1971
- Myoxomorpha vidua Lacordaire, 1872